# Greg Anderson (entraîneur)
Pour les articles homonymes, voir Anderson.
Greg F. Anderson, né en février 1966, est un ancien entraîneur personnel, connu pour avoir été à l'emploi du joueur de baseball Barry Bonds, et relié à BALCO. En décembre 2007, Greg Anderson a été cité à de nombreuses reprises dans le rapport Mitchell sur le dopage dans les Ligues majeures de baseball.